# Sebrus
Sebrus là một chi bướm đêm thuộc họ Crambidae.